# Call of Duty 2: Big Red One
Call of Duty: Big Red One is een computerspel voor verschillende consoles dat is uitgegeven in 2005. Het spel werd ontwikkeld door Treyarch en uitgegeven door Activision in 2005. Voor PC en Xbox werd het spel uitgegeven als Call of Duty 2. Het spel speelt zich af in de Tweede Wereldoorlog en is het vijfde in de serie van Call of Duty-spellen. De speler start als een soldaat in ORAN, die bij de eerste divisie zit, de Big Red One. Het spel bevat zoals elke Call of Duty weer veel historische feiten, voertuigen, locaties en wapens.

## Wapens
De wapens die in het spel voorkomen zijn onder andere:
- M1 Garand
- M1 Carbine
- Thompson
- MG 34
- BM 37
- Granaat
- stielhandgranaat
- Panzerschreck
- Panzerfaust
- Bazooka
- Corcano
- Springfield
- 8-mm Breda Model 38 [bron?]
- Chatelleraut
- Gewehr 43
- MP40
- MP44
- Kar 98K
- 20 MM

## Voertuigen
Enkele voertuigen die in dit spel voorkomen zijn:
- B-24 Liberator
- Sherman tank
- DUKW
- Tiger I

## Plaatsen en historische feiten
Enkele plaatsen of historische feiten die in het spel voorkomen/nagemaakt zijn:
- Oran
- Tunesië
- Kasserinepas
- Gela
- Operatie Husky
- Piano Lupo
- Troina, Landing in Normandië
- Bergen
- Eilendorf
- Buchholz
- Siegfriedlinie